# Маріан Альтенберг
Маріан А́льтенберг (також Мар'ян Альтенберґ, 16 серпня 1907, Львів — 29 травня 1943, Варшава) — український єврейський диригент та піаніст; диригент Львівського театру опери та балету, симфонічного оркестру Львівської філармонії.
Закінчив Львівську консерваторію по класу фортепіано, вивчав диригування у Берліні.
Починав кар'єру як соліст та акомпаніатор на радіо, згодом став концертмейстером Львівського театру опери та балету. Був диригентом робітничого хору та симфонічних концертів Львівської філармонії. У 1939—1941 роках — диригент Львівського театру опери та балету.
Страчений нацистами 29 травня 1943 у Варшаві.